# Mycoplasma pneumoniae
Mycoplasma pneumoniae (лат.) — вид бактерий рода Mycoplasma. Как и все бактерии этого рода, M. pneumoniae — мелкие микроорганизмы (0,3—0,8 мкм), не имеющие жёсткой клеточной стенки (в результате чего от внешней среды их отделяет лишь цитоплазматическая мембрана) и c ярко выраженным полиморфизмом. Строгий аэроб.
M. pneumoniae локализуется у людей в дыхательных путях, вызывая их воспаление, а также трахеобронхит и атипичную пневмонию. Чаще всего отмечается у детей.